# Сомерсет-хаус
Сомерсет-хаус (англ. Somerset House) — громадська будівля у стилі класицизму, що займає цілий квартал між Стрендом і Темзою в Лондоні, трохи східніше моста Ватерлоо. Входить у першу двадцятку найвідвідуваніших художніх музеїв світу.

## Історія
У середині XVI століття на місці сучасної будівлі спорудив свою міську резиденцію Едвард Сеймур, 1-й герцог Сомерсет, — рідний дядько і радник юного Едуарда VI. Досить скоро примхливий герцог потрапив в опалу, а Сомерсет-хаус вилучили в державну казну. При Марії Тюдор тут жила її сестра Єлізавета, а в XVII столітті — дружини королів Якова I, Карла I і Карла II. Одна з них, Ганна Данська, запросила знаменитого Ініго Джонса здійснити перепланування палацу, у результаті якого він був на якийсь час перейменований у Денмарк-хаус (Denmark House). У цьому палаці Джонс і помер в 1652 р.

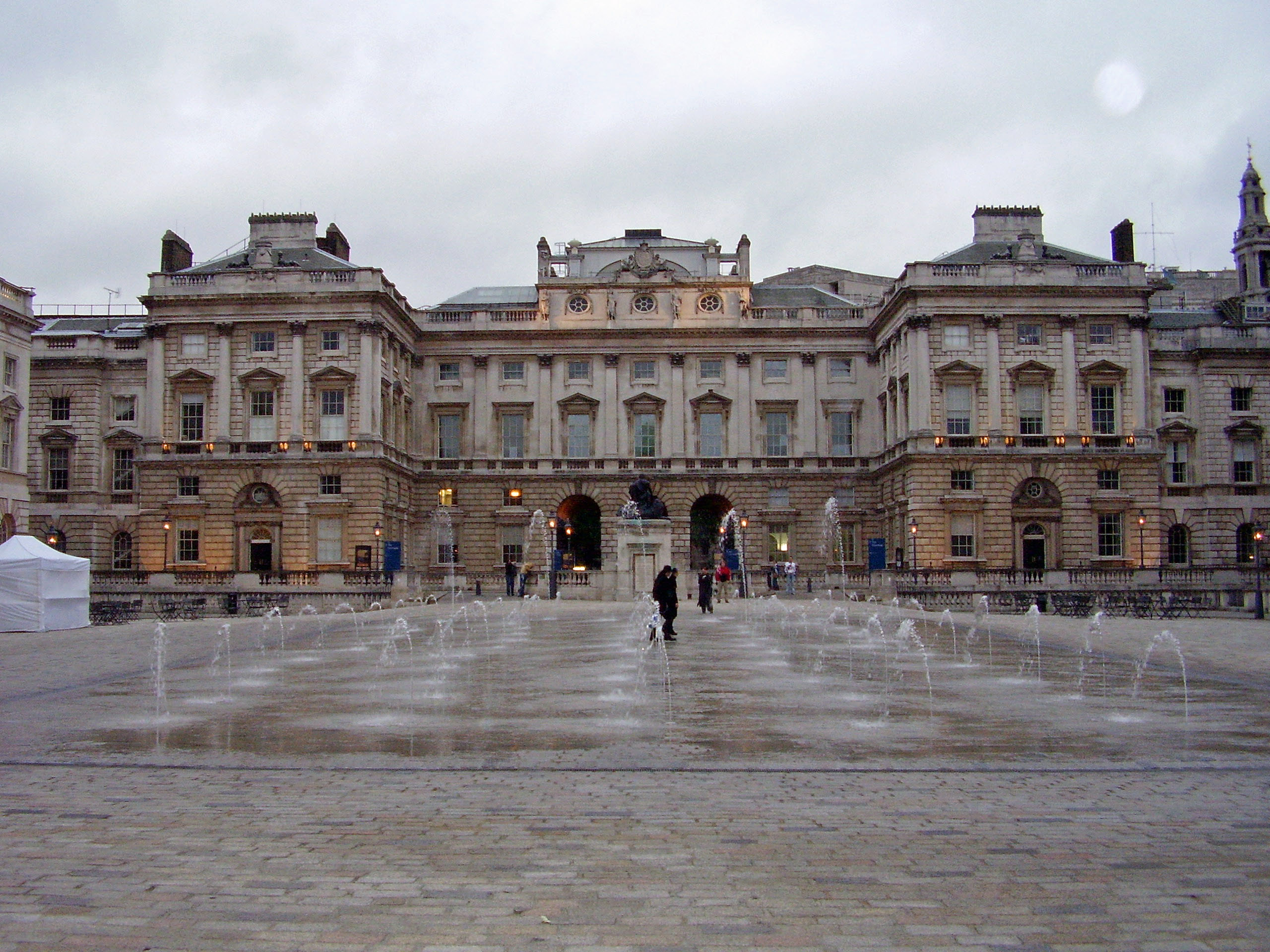
Фасад Сомерсет-гауса з боку Стренда.

Під час англійської революції парламент виставив недобудований палац на продаж, але безуспішно. Тоді в Сомерсет-хаус заселився головнокомандувач Томас Ферфакс. Тут же відбувалося народне прощання з Олівером Кромвелем. Після Реставрації до палацу повернулася королева Генрієта-Марія, яка, будучи католичкою, побудувала каплицю і приміщення для монахинь-капуцинок. Вважалося, що саме тут плелися змови з метою скидання англіканства в країні. Після Великої лондонської пожежі Сомерсет-гаус було відбудовано під наглядом Крістофера Рена, проте Славна революція знову призвела до запустіння палацу. Покинутий царственими особами, палац занепав і нарешті в 1775 р. був знесений.
На той час у Лондоні відчувалася нагальна потреба у великій громадській будівлі для розміщення різних урядових установ, чиновників Адміралтейства, наукових товариств, окремих факультетів університету і т. д. (про це, зокрема, писав Едмунд Берк). З метою усунення цього недоліку в 1776-96 рр. було зведено нині існуючу будівлю. Будівельними роботами керував заслужений архітектор, сер Вільям Чемберс, проте його проєкт в цілому наслідував задумам Ініго Джонса. Обробні роботи тривали до 1819 р. а при королеві Вікторії Сомерсет-гаус був розширений на північ і на схід. 
У час Другої світової війни Сомерсет-гаус сильно постраждав від авіанальотів, але був досить швидко відновлений. Впродовж більшої частини XX століття основними мешканцями величної будівлі були податкові служби. До нашого часу державні установи стали все більше витіснятися художніми музеями — такими, як галереї Інституту мистецтва Курто і Гілбертовське зібрання ювелірних виробів. У 2000 р. до їх числа додалися виставкові зали Петербурзького Ермітажу (проєкт закрито в 2007 р.).

## Див. також

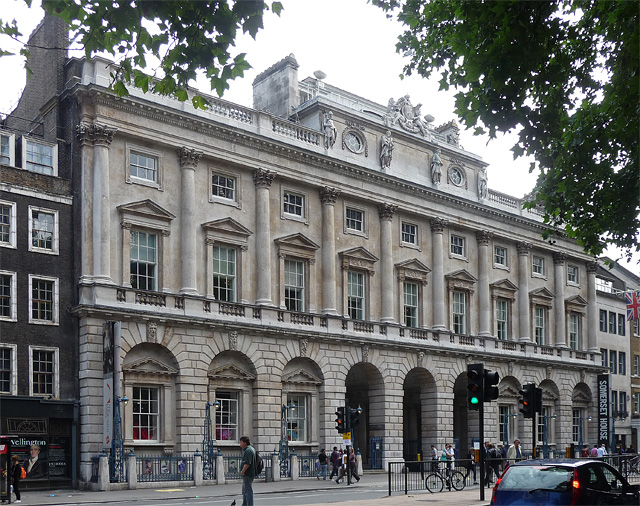